# Reino da Armênia (Antiguidade)
O Reino da Armênia, Reino da Grande Armênia, ou apenas Grande Armênia (em armênio: Մեծ Հայք; romaniz.: Mets Hayk; em latim: Armenia Major), foi um estado monárquico que existiu de 321 a.C. a 428 d.C. Sua história é dividida em sucessivos reinados de três dinastias: orôntida (Antes de 321–200 a.C.), artaxíada (159 a.C.–12 d.C.) e arsácida (52–428).
A raiz do reino encontra-se em uma das satrapias do Império Aquemênida chamada Armênia, que foi formado a partir do território do Reino de Urartu, depois de conquistado pelo Império Medo em 590 a.C. A satrapia tornou-se um reino em 331 a.C., durante o reinado da dinastia orôntida após a conquista da Pérsia por Alexandre, o Grande, o qual foi incorporado como um dos reinos helenísticos do Império Selêucida.